# Austrian Airlines
Austrian Airlines (Österreichische Luftverkehrs AG) (Codi IATA: OS, OACI: AUA) és l'aerolínia de bandera d'Àustria, amb la seva seu central a Schwechat. La seva principal base d'operacions és l'Aeroport Internacional de Viena.

## Història
L'aerolínia va ser fundada el 30 de setembre de 1957, per la fusió de Air Austria i Austrian Airways, i va realitzar el seu primer vol el dia 31 de març de 1958, quan un Vickers Viscount 779 llogat va enlairar-se de Viena amb destinació a Londres. Els serveis transatlàntics van començar l'1 d'abril de 1969 amb un servei entre Viena i Nova York amb escala a Brussel·les, en col·laboració amb Sabena. El 29 de març de 1972 va arribar a un acord de cooperació tècnica amb Swissair.
Austrian Airlines era propietat d'Österreichische Industrieholding AG (39,7%), altres inversors (43,5%), inversors institucionals d'Àustria (10,3%) i Air France (1,5%). A més té el 100% d'Austrian Arrows i Lauda Air, i té un 62% de participació a Slovak Airlines i 22,5% de participació a Ukraine International Airlines.
L'1 d'octubre de 2004 els departaments d'Operacions Aèries de Austrian Airlines i Lauda Air van ser fusionats en un únic departament, i així la denominació Lauda Air va quedar només per a vols xàrter. Des de 2009, Austrian Airlines té un únic propietari: l'aerolínia alemanya Lufthansa.

## Flota
L'agost de 2006 la flota de Austrian Airlines inclou
- 7 Airbus A319-114
- 6 Airbus A320-214
- 3 Airbus A321-111
- 3 Airbus A321-211
- 2 Airbus A340-313X
- 4 Boeing 767-300
- 4 Boeing 777-200ER
- 3 Fokker 70